# NGC 6243
NGC 6243 ist eine Spiralgalaxie mit aktivem Galaxienkern vom Hubble-Typ Sa im Sternbild Herkules am Nordsternhimmel. Sie ist schätzungsweise 485 Millionen Lichtjahre von der Milchstraße entfernt und hat einen Durchmesser von etwa 140.000 Lichtjahren.
Im selben Himmelsareal befinden sich u. a. die Galaxien NGC 6233 und IC 4623.
Das Objekt wurde  am 10. Juni 1880 von Édouard Stephan entdeckt.